# Podreferendarz
Uwaga! Ten artykuł od 2015-12 opisuje nieaktualny stan prawny. Jeśli możesz, popraw treść na podstawie najświeższych informacji.
 Po wyeliminowaniu niedoskonałości należy usunąć szablon {{Dopracować}} z tego artykułu.
Podreferendarz – stanowisko urzędnicze w służbie cywilnej w Polsce w urzędach ministrów i przewodniczących komitetów wchodzących w skład Rady Ministrów, urzędach centralnych organów administracji rządowej oraz Kancelarii Prezesa Rady Ministrów, należące do grupy stanowisk wspomagających w służbie cywilnej.
Do zatrudnienia na stanowisku podreferendarza wystarcza wykształcenie średnie. Warunek ten określa odpowiednie rozporządzenie Prezesa Rady Ministrów..